# Parc national de la Sierra Nevada del Cocuy

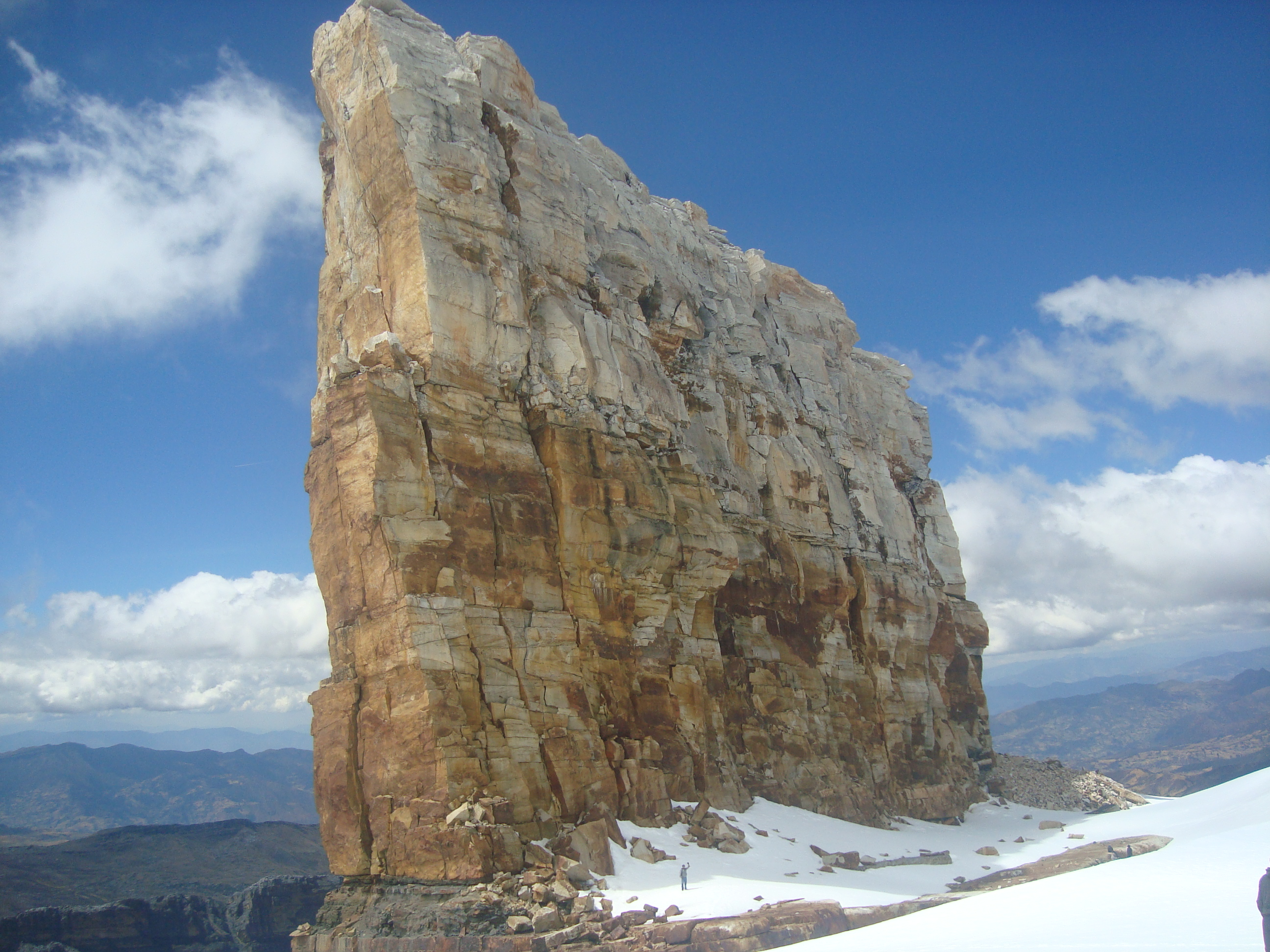
El pulpito del diablo, dans le parc national. Janvier 2013.

Le parc national de la Sierra Nevada del Cocuy (espagnol : Parque Natural Sierra Nevada del Cocuy Chita o Guican) est un parc national situé dans la cordillère Orientale des Andes colombiennes et réparti sur les départements d'Arauca, Boyacá et Casanare.
La Sierra Nevada de Güicán, Chita ou Cocuy, une formation montagneuse située au nord de la cordillère Orientale dans le département de Boyacá, fait partie de la juridiction du parc et consiste en deux sous-rives parallèles orientées du nord au sud d'une longueur d'environ 30 km. Le point le plus élevé se trouve dans la chaîne orientale, Ritacuba Blanco. (5 330 m d'altitude) (le plus haut sommet de la cordillère orientale des Andes en Colombie) et le Ritacuba Negro (5 300 m). La Sierra Nevada del Cocuy possède le plus grand glacier de Colombie, la limite inférieure de la neige est de 4 800 m. La sierra compte 18 sommets couverts de neige éternelle. La région compte également de nombreux lacs et chutes d'eau. Avec ses 30 km de longueur et plus de 22 sommets enneigés, c'est la plus grande masse continue de neige de Amérique du Sud au nord de la ligne de démarcation de l'équateur. Elle possède également le plus grand glacier du monde dans la zone tropicale. Il est situé au nord-est du Boyacá et couvre également les départements de Arauca et Casanare.

## Routes d'accès
L'accès au parc peut se faire à partir des villes de Güicán (la ville la plus proche de la montagne enneigée) et El Cocuy du département du Boyacá et de Tame dans le département de l'Arauca. Pour accéder à ces trois villes, il est nécessaire de s'inscrire auprès du bureau des parcs naturels, ce qui est obligatoire pour y accéder. La première est la route Bogotá - Tunja - Duitama - Soatá - Capitanejo - El Espino (Boyacá)- El Cocuy et enfin Güicán, Un autre itinéraire est Bogotá - Tunja - Duitama - Boavita - La Uvita - Panqueba - El Cocuy et enfin Güicán.
Dans la partie ouest du parc, il y a trois voies d'accès, dont la première mène à la municipalité de Güicán, jusqu'au point connu sous le nom de Kanwara, là vous pouvez diviser la route de la Laguna Grande de los Verdes, l'autre route qui part du point de kanwara est pour aller au glacier de RitakUwa. L'autre voie d'accès part de la municipalité de Güicán ou de El Cocuy jusqu'au point connu sous le nom d'hacienda la Esperanza, qui appartient à la ville de Güicán qui a accès à la Laguna Grande de la Sierra, après être passé par un lieu appelé La Cueva de la Cuchumba, appartenant à la municipalité de Güicán. Un autre accès depuis la municipalité de Güicán ou El Cocuy va vers l'Alto de la Cueva, qui appartient à Güicán où vous pouvez prendre deux routes, l'une est vers le glacier de Pan de Azúcar, l'autre serait de prendre la route des Lagunillas qui est dans la juridiction de El Cocuy pour atteindre la Laguna de la Plaza, il est obligatoire d'être accompagné d'un guide et de ne pas quitter les sentiers indiqués par le Système des Parcs Nationaux. Il est important de noter que vous ne pouvez pas monter au sommet ou marcher sur la neige, en raison des règlements établis pour la préservation du parc avec l'aide de la communauté U'wa.

## Pics enneigés

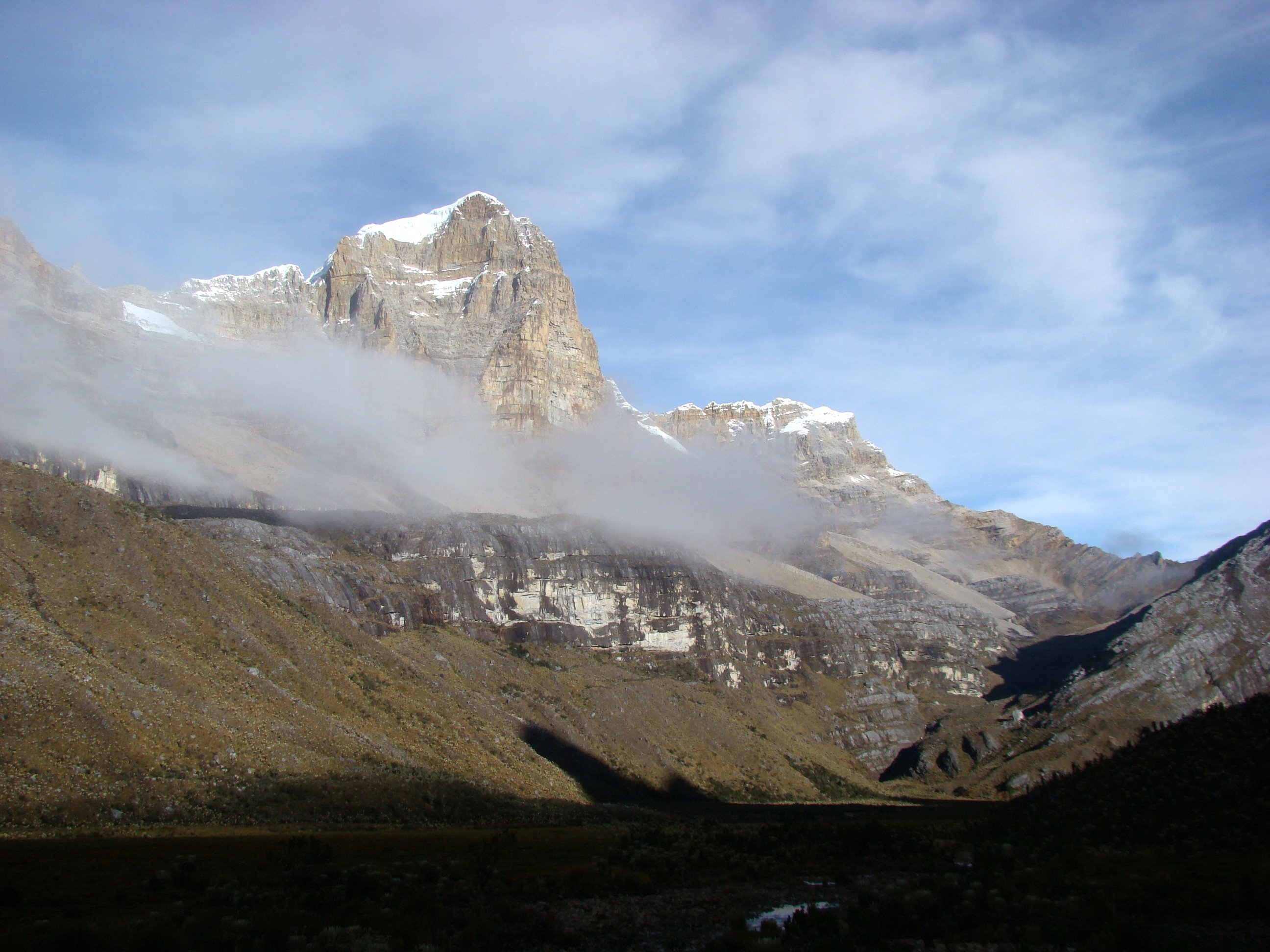
La Ritacuba Blanco vue depuis la vallée des coussins.

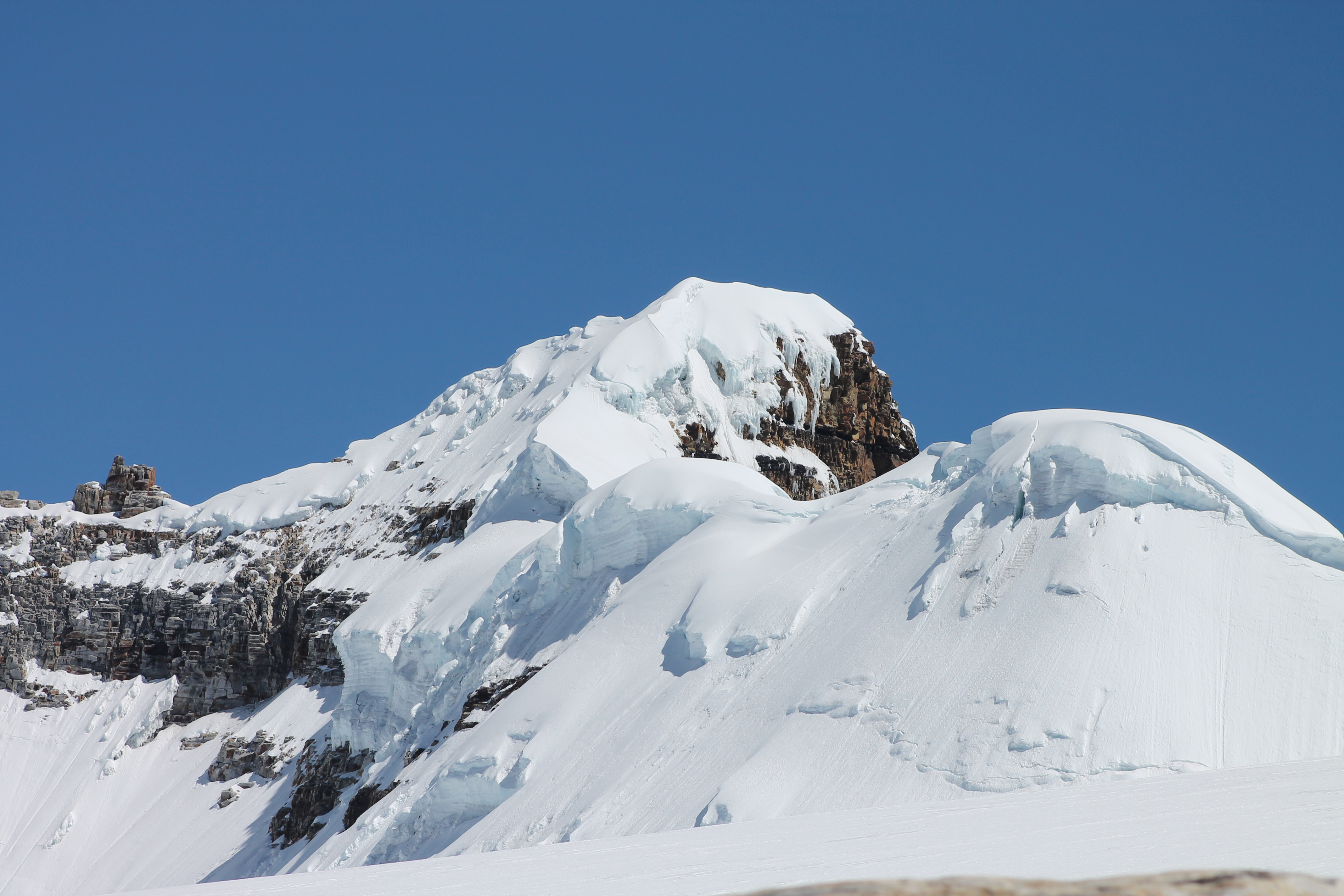
Ritacuba Negro.

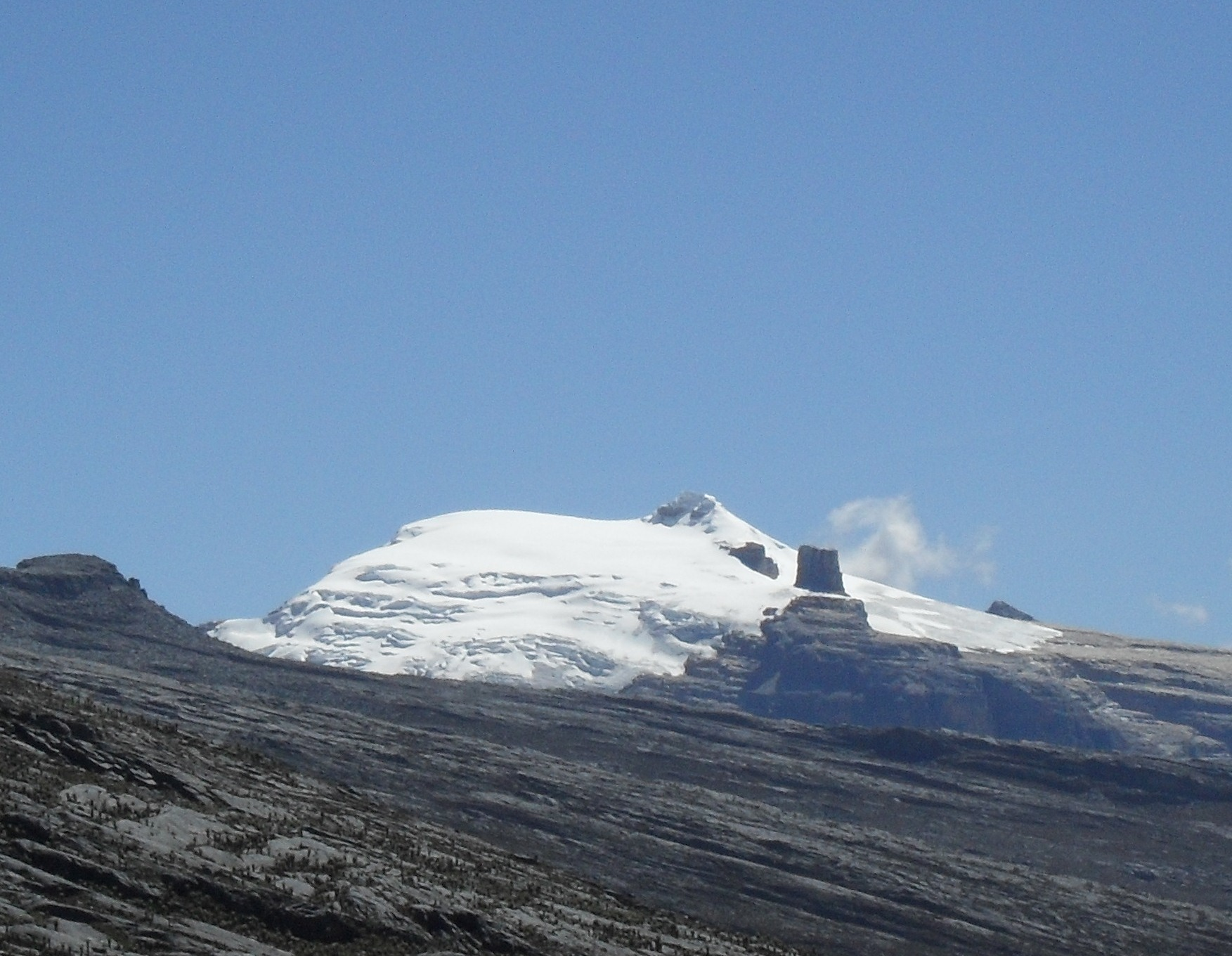
Pico Pan de Azucar (5120 m s. n. m.)

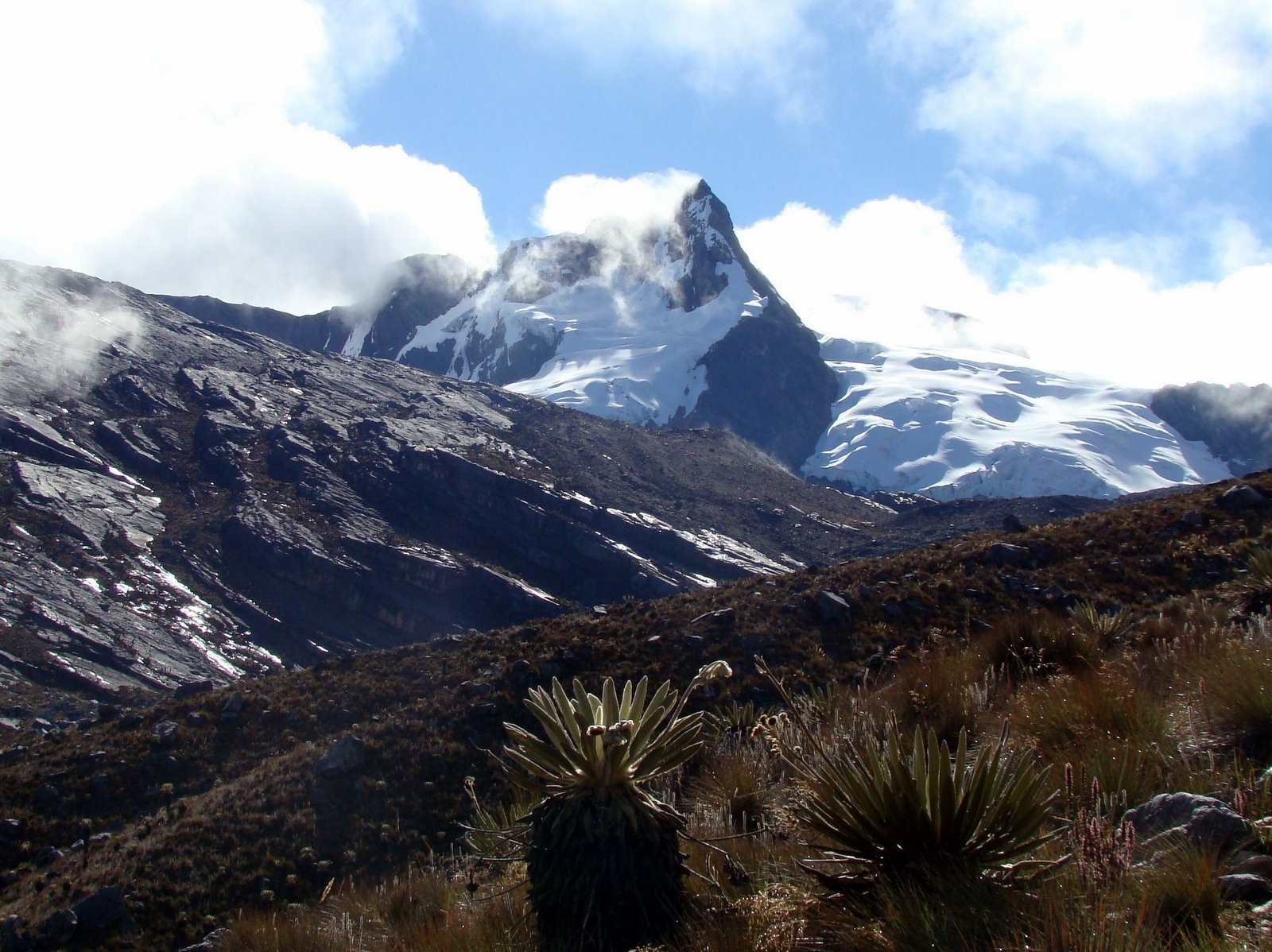
Pico Puntiagudo (5200 m s. n. m.).

Voici la liste des sommets enneigés appartenant à la sierra, du plus haut au plus bas :

Paysage dans le parc. Décembre 2018.

| Pic                    | Hauteur en m s. n. m. |
| ---------------------- | --------------------- |
| Ritacuba Blanco        | 5330                  |
| Ritacuba noir          | 5300                  |
| Pointe Gudo            | 5200                  |
| Sirara                 | 5200                  |
| Concave                | 5200                  |
| Paul's North           | 5200                  |
| Montkowski             | 5200                  |
| Paul's North           | 5200                  |
| San Pablines Sud       | 5180                  |
| Pain de sucre en neige | 5120                  |
| Concavito              | 5100                  |
| La pulpe du diable     | 5100                  |
| Le château             | 5100                  |
| Des pics sans nom      | 5000                  |
| Picacho                | 5030                  |
| Cloches blanches       | 4900                  |
| Square Hills           | 4900                  |
| Black Bells            | 4800                  |
| Diamant                | 4800                  |
| Toti                   | 4800                  |
| Portails               | 4800                  |

## Description de la zone

### Écosystèmes
Le parc possède tous les étages thermiques que l'on peut trouver sur le territoire colombien, de la forêt équatoriale à 700 m d'altitude, en passant par les forêts nuageuses de 1 500 à 3 000 m d'altitude, puis par la zone de landes et de super landes jusqu'à 4 200 m jusqu'aux neiges éternelles de 4 800 à 5 330 m d'altitude qui culminent dans la Ritacuba Blanco.

### Faune (animaux)
En raison de la grande variété des écosystèmes, il existe une diversité de la faune, parmi lesquels condor of the Andes, real eagle, jaguar, le tigrillo, le cerf à queue blanche, le singe laineux, le armadillo et le  ours à lunettes. On pense que le danta de páramo n'habite plus le parc.

### Flore (végétation)
La végétation est divisée en fonction des étages thermiques existant dans le parc. Au-dessus de 700 m d'altitude, il y a la plaine du piémont, qui est une extension de la jungle des régions de l'Orénoque et de l'Amazonie, qui contient un taux élevé d'espèces endémiques, ce qui en fait un corridor d'espèces au sein du territoire colombien.
Entre 700 et 2 300 m d'altitude est la forêt tropicale subandine avec des températures moyennes de 16 à 23 °C et des précipitations entre 2 000 et 4 000 mm par an, cette jungle est située comme intermédiaire entre la jungle andine et les forêts du piémont, en raison du taux d'humidité élevé, est propice à la génération d'épiphytes et de fougères arborescentes, en plus de certains types d'arbres tels que le yopo, le Chusque (Chusqueu tesallata), l'Amarillo (Oreopanax bogotense), le Cedro (Cedrela montana), le Totumo (Aegiphila grandis) et le Moho (Cordia alliodora) atteignant une cime entre 25 et 35 mètres de haut.
De 2 300 à 3 200 m d'altitude, la forêt andine se développe, les types de végétation comprennent des forêts riches en espèces d'Encenillo (Weinmannia sp.), ainsi que des canniers ou des poivriers des landes, abondants dans le sol froid de la pente, des palmiers, des forêts de Weinmannia et quelques chênes dominent la strate
De 3 200 à 4 200 mètres d'altitude, il y a une bande de lande dans le parc, où l'on trouve des espèces de frailejon, comme le frailejon d'arbres ramifiés (Libanothanenues tamanus). En outre, il y a 5 des 7 espèces connues de frailejones, qui peuvent atteindre 5 m de hauteur, ainsi que des pajonales et des puyas.
En dehors de celles mentionnées, il existe plusieurs types de plantes, notamment de la famille des crucíferas et des composite. Vers la zone du versant ouest, il y a des landes plus sèches où sont représentées des espèces végétales telles que l'aulne (Agnus acuminata), le Colorado (Polylepis cuadriguja), la paille de Paramo (Calamagrostis efusa) et un grand nombre d'angiospermes appartenant à 22 familles et 42 genres.

### Sols

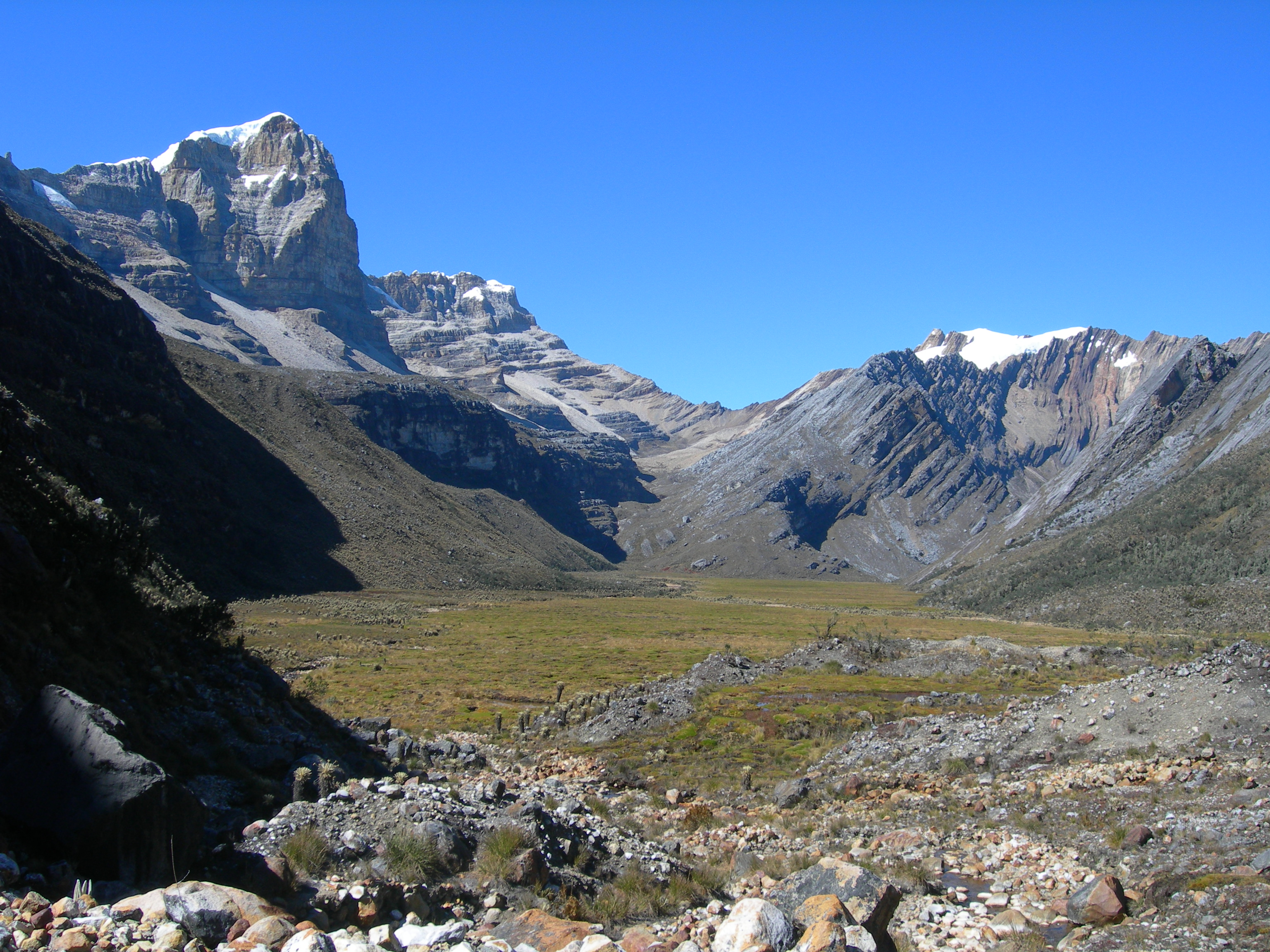
Vallée des coussins au centre, à gauche la Ritacuba Blanco, à droite les Picos sin Nombre

Il est formé de roches métamorphiques et de roches sédimentaires. 

### Météo
En raison de la grande extension du parc, le climat va du chaud, au tempéré et au froid, en passant par un climat de lande. La température varie de -20 à 30 °C.

### Hydrographie
Le parc irrigue deux bassins fluviaux, les rivières Magdalena et Orénoque, qui se jettent toutes deux dans la mer des Caraïbes. Le bassin de la rivière Magdalena est relié à l'hydrographie du parc par la rivière Chicamocha, dont le plus grand affluent descend du parc est la rivière Nevado. Le bassin de l'Orénoque est divisé en deux branches, les fleuves Casanare et Arauca, d'où il rejoint les fleuves Cobaria, Bojaba et Rifles qui prennent leur source près de la Laguna de Los Verdes.

### Bassin du fleuve Arauca
Garrapato, Culebras, Orozco, Chuscal, La Unión, Rifles, Cabugón, Derrumbado, Támara, Cobaría, Royata, Bojabá.

### Lagunes

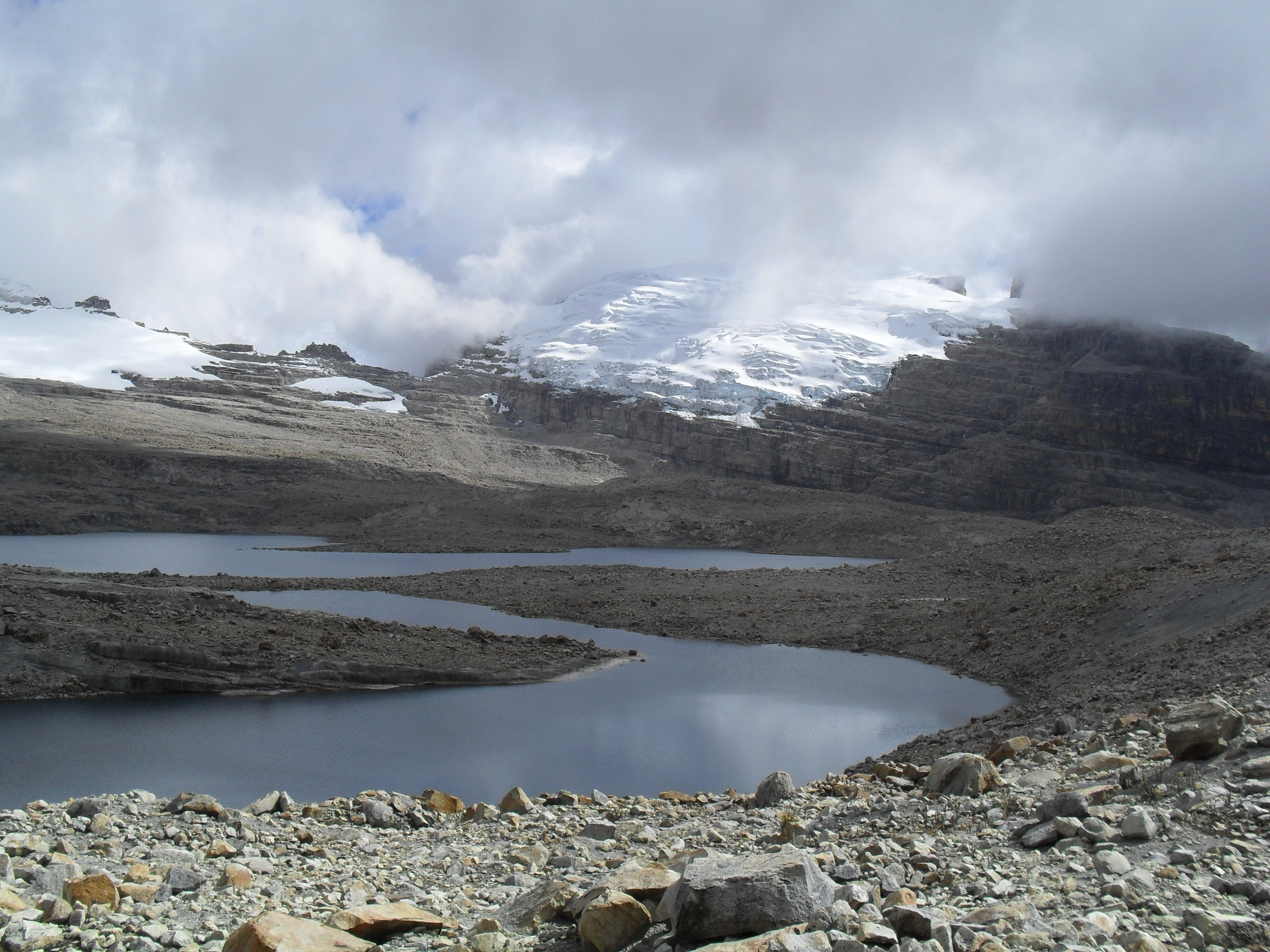
Laguna Grande de la Sierra.

Laguna Plaza, Laguna Grande de la Sierra, Laguna de Los Verdes, Laguna del Avellanal, Laguna La Isla.

## Communautés présentes dans la région
Dans le parc, il y a des communautés de colons des hautes terres qui bordent la partie occidentale du parc et qui utilisent le parc pour le pâturage et l'agriculture. Dans les zones plus basses, il y a également des communautés de colons de la région des plaines de l'est. Il existe également une communauté d'indigènes de la région appelée U'wa ou tunebos, qui se trouve dans une réserve qui chevauche la zone du parc et qui se consacre à l'agriculture, au pâturage, à la chasse et à la pêche.

## Problèmes environnementaux
Le parc connaît plusieurs problèmes environnementaux, en partie dus à la pression exercée par les communautés paysannes et les groupes indigènes pour l'utilisation des ressources naturelles, ce qui génère une pression sur la faune et la flore à conserver. La zone des plaines du Piémont est détériorée par l'activité des colons qui viennent de la région des plaines orientales à la recherche de bois. Il en va de même dans la zone de la forêt des hautes Andes, qui est mieux conservée dans les zones du parc où elle chevauche la réserve indigène u'wa, Dans certaines zones des hautes terres du parc, le pâturage se poursuit, ainsi que le brûlage du sol par les communautés U'wa qui suivent le même processus que les colons des hautes terres, ce qui génère une grande détérioration et des glissements de terrain, dans le cadre de l'utilisation de certaines zones du parc comme zones de pâturage pour les moutons et le bétail a détérioré cette région.
Un autre problème environnemental est la surexploitation du parc par les touristes en raison de l'absence d'une politique d'écotourisme intégrale, ce qui génère, entre autres, une surcharge de personnes entrant dans le parc, le déversement d'ordures sur les sentiers par les visiteurs, et la dégradation des sources d'eau en raison de l'utilisation d'animaux de bât qui endommagent les sources d'eau dans les parties supérieures de la lande, laissant de grandes quantités d'ordures à l'intérieur des sentiers, la contamination de l'eau et la destruction de la flore.